# InfiniBand
InfiniBand（直译为“无限带宽”技术，缩写为IB）是一个用于高性能计算的计算机网络通信标准，它具有极高的吞吐量和极低的延迟，用于计算机与计算机之间的数据互连。InfiniBand也用作服务器与存储系统之间的直接或交换互连，以及存储系统之间的互连。
截至2014年，它是超级计算机最常用的互连技术。Mellanox和英特尔制造InfiniBand主机总线适配器和網路交換器，并根据2016年2月的报道，甲骨文公司已经设计了自己的Infiniband交换机单元和服务器适配芯片，用于自己的产品线和第三方。Mellanox IB卡可用于Solaris、RHEL、SLES、Windows、HP-UX、VMware ESX、 AIX。它被设计为可扩展和使用交换结构的网络拓扑。
作为互连技术，IB与以太网、光纤通道和其他专有技术（例如克雷公司的SeaStar）竞争。该技术由InfiniBand贸易联盟推动。

## 规格

### 性能
|                            | SDR         | DDR  | QDR  | FDR-10  | FDR     | EDR    | HDR  | NDR      |
| -------------------------- | ----------- | ---- | ---- | ------- | ------- | ------ | ---- | -------- |
| 信令速率 (Gb/s)            | 2.5         | 5    | 10   | 10.3125 | 14.0625 | 25     | 50   | 100      |
| 理论有效吞吐量，Gb/s，每1x | 2           | 4    | 8    | 10      | 13.64   | 24.24  |      |          |
| 4x链路速度 (Gbit/s)        | 8           | 16   | 32   | 40      | 54.54   | 96.97  |      |          |
| 12x链路速度 (Gbit/s)       | 24          | 48   | 96   | 120     | 163.64  | 290.91 |      |          |
| 编码（位元）               | 8/10        | 8/10 | 8/10 | 64/66   | 64/66   | 64/66  |      |          |
| 延迟时间（微秒）           | 5           | 2.5  | 1.3  | 0.7     | 0.7     | 0.5    |      |          |
| 年                         | 2001、 2003 | 2005 | 2007 |         | 2011    | 2014   | 2017 | 2020年后 |

链路可以聚合：大多数系统使用一个4X聚合。12X链路通常用于计算机集群和超级计算机互连，以及用于内部網路交換器连接。
InfiniBand也提供远程直接内存访问（RDMA）能力以降低CPU负载。

### 拓扑
InfiniBand使用一个交换结构拓扑，不同于早期的共享媒介以太网。所有传输开始或结束于通道适配器。每个处理器包含一个主机通道适配器（HCA），每个外设具有一个目标通道适配器（TCA）。这些适配器也可以交换安全性或QoS信息。

### 消息
InfiniBand以最高4 KB的封包发送消息数据。一条消息可以为：
- 一个直接記憶體存取的读取或写入，对于一个远程节点（RDMA）。
- 一个信道发送或接收
- 一个基于事务的操作（可以逆向）
- 一个多播传输。
- 一个原子操作

### 物理互连

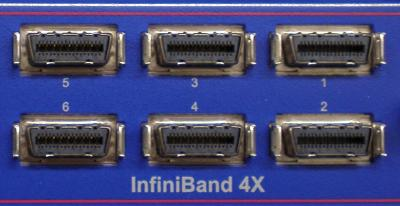
InfiniBand与CX4/SFF-8470连接的交换

除了板式连接，它还支持有源和无源铜缆（最多30米）和光缆（最多10公里）。使用QSFP连接器。
Inifiniband Association也指定了CXP铜连接器系统，用于通过铜缆或有源光缆达到高达120 Gbit/s的能力。

### API
InfiniBand没有标准的应用程序接口。標準只列出一組的動作例如 ibv_open_device 或是 ibv_post_send，這些都是必須存在的子程序或方法的抽象表示方式。這些子程序的語法由供應商自行定義。事實標準的軟體堆疊標準是由 OpenFabrics Alliance 所開發的。它以雙許可證方式發佈，GNU通用公共许可证或BSD许可证用於 GNU/Linux 以及 FreeBSD，且 WinOF 在 Windows 下可以選擇 BSD许可证。它已被大多數 InfiniBand 供應商採用，用於 GNU/Linux、FreeBSD 以及 Windows。

## 历史
InfiniBand源于1999年两个竞争设计的合并：未来I/O与下一代I/O。这促成了InfiniBand贸易联盟（InfiniBand Trade Association，缩写IBTA），其中包括康柏、戴爾、惠普、IBM、英特尔、微软及昇陽。当时有人认为一些更强大的电脑正在接近PCI总线的互连瓶颈，尽管有像PCI-X的升级。InfiniBand架构规范的1.0版本发布于2000年。最初，IBTA的IB愿景是取代PCI的I/O，以太网的机房、计算机集群的互连以及光纤通道。IBTA也设想在IB结构上分担服务器硬件。随着互聯網泡沫的爆发，业界对投资这样一个意义深远的技术跳跃表现为犹豫不决。

### 时间线
- 2001年：Mellanox（英语：Mellanox）售出InfiniBridge 10Gbit/s设备和超过10,000个InfiniBand端口。[13]
- 2002年：英特尔宣布将着眼于开发PCI Express而不是采用IB芯片，以及微软停止IB开发以利于扩展以太网，IB发展受挫，尽管Sun和日立继续支持IB。[14]
- 2003年：弗吉尼亚理工学院暨州立大学建立了一个InfiniBand集群，在当时的TOP500排名第三。
- 2004年：IB开始作为集群互连采用，对抗以太网上的延迟和价格。[12]OpenFabrics Alliance（英语：OpenFabrics Alliance）开发了一个标准化的基于Linux的InfiniBand软件栈。次年，Linux添加IB支持。[15]
- 2005年：IB开始被实现为存储设备的互连。[16]
- 2009年：世界500强超级计算机中，259个使用千兆以太网作为内部互连技术，181个使用InfiniBand。[17]
- 2010年：市场领导者Mellanox和Voltaire合并，IB供应商只剩下另一个竞争者——QLogic（英语：QLogic），它主要是光纤通道供应商。[18] Oracle makes a major investment in Mellanox.
- 2011年：FDR交换机和适配器在国际超级计算会议（英语：International Supercomputing Conference）上宣布。[19]
- 2012年：英特尔收购QLogic的InfiniBand技术。[20]
- 2016年：甲骨文公司制造自己的InfiniBand互连芯片和交换单元。[21]
- 2019年：Nvidia以69亿美元收购Mellanox（英语：Mellanox）。[22]